# Unity (película)
Unity es una  película documental educativa. Escrita, dirigida y producida por Shaun Monson. La película está narrada por numerosos actores, artistas, deportistas, escritores, empresarios, cineastas, personal militar, y músicos.

## Sinopsis
Unity es un documental que explora la transformación de la humanidad. Es una película sobre "la compasión por todos los seres", todas las "expresiones de la vida", y va más allá de todas y cada una de la "separación basado en la forma". La película se presenta en cinco capítulos: "Cosmic", "Mind","Body","Heart" y "Soul".

## Reparto
| - Aaron Paul - Adam Levine - Adrian Grenier - Alison Eastwood - Amanda Seyfried - Anjelica Huston - Anton Yelchin - Arian Foster - Arlene Martel - Balthazar Getty - Ben Kingsley - Ben Whishaw - Beth Hart - Brandon Boyd - Caroline Goodall - Carrie-Anne Moss - Casey Affleck - Catherine Tate - Claire Forlani - Cloris Leachman - Common - Damien Mander - David Copperfield | - David DeLuise - David LaChapelle - Deepak Chopra - Dianna Agron - Dr. Dre - Edward James Olmos - Ellen DeGeneres - Emily Deschanel - Eve Best - Famke Janssen - Freida Pinto - Geoffrey Rush - Gregory Colbert - Helen Mirren - January Jones - Jason Mraz - Jeff Goldblum - Jennifer Aniston - Jesse Carmichael - Jessica Chastain - Joaquin Phoenix - John Paul DeJoria - Jorja Fox | - Julia Ormond - Kathy Freston - Kevin Spacey - Kristen Bell - Kristen Wiig - Larenz Tate - Leighton Meester - Liev Schreiber - Maggie Q - Malin Akerman - Marcia Gay Harden - Marianne Williamson - Mariel Hemingway - Marion Cotillard - Mark Strong - Martin Sheen - Matthew Modine - Matthieu Ricard - Michael Beckwith - Michael Gambon - Michelle Rodriguez - Minnie Driver - Missy Higgins | - Moby - Nestor Serrano - Olivia Munn - Olivia Wilde - Pamela Anderson - Paul Watson - Persia White - Phil Donahue - Portia de Rossi - Rose Byrne - Russell Simmons - Rutger Hauer - Ryan O'Neal - Selena Gomez - Shaun Toub - Susan Sarandon - Tim McIlrath - Tom Hiddleston - Tony Hawk - Tony Kanal - Zoe Saldaña |

## Producción
El 26 de junio de 2013, Shaun Monson comenzó un Kickstarter campaña para completar y comercializar la película, con el objetivo de llegar a "un mínimo de 800.000 dólares para completar la post-producción y la liberación de la película dentro de un año", pero la recaudación de fondos no tuvo éxito. Monson pasó 6 años produciendo la película.
La película está producida por Earth Nation y es el segundo largometraje de la Nación de la Tierra y es el segundo de una trilogía documental que comenzó en 2005 con el lanzamiento de Earthlings.
La película también se registró como un audiolibro leído por Monson. El audiolibro es una versión completa de la secuencia de comandos de Unity y es de unos 300 minutos de duración.